# Premios Carmen
Los Premios Carmen, también llamados Premios Carmen del Cine Andaluz, son los galardones anuales que entrega la Academia de Cine de Andalucía para reconocer y destacar el talento de los profesionales en cada una de las distintas especialidades del cine andaluz, fomentar sus obras y consolidar su prestigio. Fueron creados en 2021.
La primera edición se celebró en Málaga en 2022 y la segunda en Almería en febrero de 2023.

## Categorías
| - Mejor Largometraje de Ficción - Mejor Largometraje Documental - Mejor Largometraje de Producción No Andaluza (desde 2023). - Mejor Cortometraje de Ficción - Mejor Cortometraje Documental - Mejor Dirección - Mejor Dirección Novel - Mejor Guion (desde 2023 dividida en Original y Adaptado) - Mejor Interpretación Masculina Protagonista - Mejor Interpretación Femenina Protagonista - Mejor Interpretación Masculina de Reparto - Mejor Interpretación Femenina de Reparto - Mejor Interpretación Masculina Revelación - Mejor Interpretación Femenina Revelación - Mejor Dirección de Producción - Mejor Montaje - Mejor Dirección de Fotografía - Mejor Dirección de Arte - Mejor Sonido - Mejor Música Original - Mejor Canción Original - Mejores Efectos Especiales - Mejor Vestuario - Mejor Maquillaje y Peluquería - Premio Carmen de Honor |

## Ediciones

### Obras premiadas
| Edición    | Fecha                | Lugar   | Mejor Largometraje de Ficción     | Mejor Largometraje Documental                              | Mejor direcciónMejor dirección novel                                               | Mejor guion originalMejor guion adaptado                                                                                           |
| ---------- | -------------------- | ------- | --------------------------------- | ---------------------------------------------------------- | ---------------------------------------------------------------------------------- | --- |
| I - 2022   | 30 de enero de 2022  | Málaga  | La hija (de Manuel Martín Cuenca) | Algo salvaje. La historia de Bambino (de Paco Ortiz)       | Manuel Martín Cuenca (por La hija)David Martín de los Santos (por La vida era eso) | Alejandro Hernández y Manuel Martín Cuenca (por La hija)                                                                           |
| II - 2023  | 4 de febrero de 2023 | Almería | Modelo 77 (de Alberto Rodríguez)  | A las mujeres de España. María Lejárraga (de Laura Hojman) | Alberto Rodríguez (por Modelo 77)Nuria Vargas Rivas (por Controverso)              | Alberto Rodríguez y Rafael Cobos (por Modelo 77)Alexis Morante, Raúl Santos y Miguel Ángel González (por El universo de Óliver)    |
| III - 2024 | 3 de febrero de 2024 | Huelva  | Cerrar los ojos (de Víctor Erice) | Iberia, naturaleza infinita (de Arturo Menor Campillo)     | Patricia Ortega (por Mamacruz)Alejandro Marín (por Te estoy amando locamente)      | Alejandro Marín y Carmen Garrido (por Te estoy amando locamente)José Antonio Hergueta y Regina Álvarez Lorenzo (por Caleta Palace) |
| IV - 2025  | 1 de febrero de 2025 | Córdoba |                                   |                                                            |                                                                                    | |

### Premios Carmen de Honor
- 2022. Antonio Banderas
- 2023. María Galiana
- 2024. José Luis Gómez
- 2025. Antonio Pérez

## Presentadores
| Adelfa Calvo     | Actriz             |  |  |  |  |
| Pedro Casablanc  | Actor              |  |  |  |  |
| Belén Cuesta     | Actriz             |  |  |  |  |
| Salva Reina      | Actor y humorista  |  |  |  |  |
| Martita de Graná | Humorista y actriz |  |  |  |  |
| Macarena Gómez   | Actriz             |  |  |  |  |
| Antonio Pagudo   | Actor              |  |  |  |  |